# Дрозд Клавдія Георгіївна
Клавдія Георгіївна Дрозд-Буніна (нар. 9 серпня 1997, Київ, Україна) — українська акторка театру та кіно.

## Життєпис
Клавдія Дрозд народилась 9 серпня 1997 року у столиці України — в акторській родині Анастасії Сердюк (Буніної) та Георгія Дрозда. Також акторами були бабуся і дідусь по материній лінії — Лесь Сердюк та Ірина Буніна.
У 2015 році закінчила Київську загальноосвітню школу та вступила до Київського національного університету театру, кіно і телебачення імені Івана Карпенка-Карого. Навчалась за спеціальністю «актор драматичного театру і кіно» у творчій майстерні народного артиста Української РСР Миколи Рушковського.

## Творчість
У кіно знімається з дитинства. Перший фільм «Дурдом» — у 2006 році. Потім до 2011 року грала дівчаток, а у 2016 році — молодих дівчат. Загалом знялась у 20 картинах, п'ять з яких — у головних ролях. Справжня популярність до акторки прийшла у 2017 році, коли виконала головну роль у 100-серійному телефільмі «Райське місце».

### Ролі в кіно
- 2024 — Впізнай мене (телесеріал) (головна роль)
- 2023 — Дієта №0 (телесеріал) (головна роль)
- 2022 — Авантюра на двох (телесеріал) (головна роль)
- 2020 — Гра в Долю (телесеріал) (головна роль)
- 2020 — Рідня (телесеріал) (головна роль)
- 2020 — Найгірша подруга — Вікторія Компанеєць — (головна роль)
- 2019 — Подорожники — Аня
- 2019 — Зникла наречена — Ліза
- 2019 — Зоя — Зоя Новинська — (головна роль)
- 2019 — Замок на піску — Ліза
- 2018 — Доля обміну не підлягає — Аля
- 2018 — Ніщо не трапляється двічі — Ксюша
- 2018 — Хто ти? — Олена Вікторівна Шульженко
- 2018 — Добровольці — Ганна
- 2018 — Два берега надії — Аліна Ольшанська / Женя Курбатова, розлучені близнюки (головна роль)
- 2018 — Голос з минулого — Аля Горяченкова — (головна роль)
- 2018 — Смак щастя — Наташа — головна роль
- 2017 — Підкидьки-2 — Анастасія Вербицька
- 2016 — 2017 — Райське місце — Ніна Костюк (головна роль)
- 2016 — На лінії життя — Ксенія Портнова, дівчина Євгенія
- 2016 — 40+, або Геометрія почуттів — Оля в юності
- 2011 — Лють — Світлана, донька Розумовського (у 8-ми фільмах)
- 2011 — Любов і трохи перцю — Катя, донька Лариси
- 2007 — Давай пограємо! — дівчинка-вундеркінд
- 2006 — Дурдом — Наташа маленька (епізод)